# Забавник (алманах) (1815-1821)
Забавник (алманах) је излазио од 1815. до 1821. године (осим 1817) у Бечу, осим 1818. у Будиму. Пун назив прве свеске је гласио Забавник за годину 1815. Димитријем Давидовићем, сауредником Новина Сербских, сочињен у Вијени.

## Издавач
Уредник и издавач Забавника био је Димитрије Давидовић, српски лекар, политичар, новинар и дипломата. Уређивао је и Новине Сербске.

## Основне информације
Забавник Димитрија Давидовића је био први алманах у српској књижевности и као такав је постао образац ове врсте публикација које ће у наредних 30-так година представљати главни облик српске књижевне периодике. Карактер публикације је забавно-поучни, са тенденцијом трансформације од забавног периодичног зборника у периодично књижевно гласило. Свеске имају по 150-250 страна.